# Brandguss
Als Brandguss bezeichnet man Formteile aus Gusseisen, die in einer kohlebefeuerten Anlage eingesetzt waren. Zu ihnen zählen beispielsweise Feuerroste und Ofenzüge aus Gusseisen. Der in der Kohle vorhandene und bei der Verbrennung freiwerdende Schwefel verbindet sich über die Zeit der Nutzung des Gussteils mit dem Eisen und lagert sich chemisch im Material ein, wobei Schwefelgehalte von bis zu 5 % im Gusseisen entstehen können. Da schon geringe Mengen Schwefel Stahl verspröden lassen, darf Brandguss nur in geringen Mengen bei der Stahlerzeugung aus Schrott verwendet werden.